# Werner Thomas (Komponist)
Werner Thomas (* 10. September 1929 in Kanton Thurgau) ist ein Schweizer Komponist.
Berühmt wurde er durch die Komposition des Ententanzes (in Österreich auch Vogerltanz genannt), den Thomas seit 1957 als Alleinunterhalter aufgeführt hatte, aber erst 1973 von einem belgischen Produzenten als Synthesizer-Melodie eingespielt auf Schallplatte erschien. Seither hat sich die Melodie in 370 Versionen in 42 Ländern über 40 Millionen Mal verkauft.